# Claude Dechezelle
 (juillet 2014).
Si vous disposez d'ouvrages ou d'articles de référence ou si vous connaissez des sites web de qualité traitant du thème abordé ici, merci de compléter l'article en donnant les références utiles à sa vérifiabilité et en les liant à la section « Notes et références ».
Claude Dechezelle, né le 1er septembre 1928 aux Ormes (Vienne) et mort le 17 juillet 2003 à Saint-Cloud, est un peintre français.

## Biographie
Claude Dechezelle est l'élève de Jean Dupas (1882-1964) à l'École des beaux-arts de Paris dans les années 1950, puis pensionnaire à la Casa de Velázquez à Madrid pendant deux saisons de 1955 à 1957. Il est professeur de dessin à la ville de Paris. Le  Bleu Dechezelle fut régulièrement évoqué lors de ses années d'activité, et c'est également sur cette particularité qu'il continue à être ainsi référencé . Sa peinture est une palette complète des différentes tonalités de bleu, son dessin est franc, sec. Il traduit les paysages du Midi avec élégance et les contrastes de la lumière.[réf. nécessaire]

## Collections publiques
- Madrid, Casa de Velázquez.
- Paris, Institut national d'histoire de l'art[3].
- Le Mans, hôtel de la préfecture de la Sarthe : Paysage à la rivière[4].

## Récompenses
- Prix de la Casa de Velázquez en 1956.
- Prix Eugène Carrière en 1965.
- Médaille d'or au Salon des artistes français de 1984.

## Expositions
- Biennale de Paris de 1959.
- Royan, Galerie d'Art de Pontaillac, 2003.
- Paris, Fondation Taylor, exposition posthume, 2005.